# 리아스식 해안

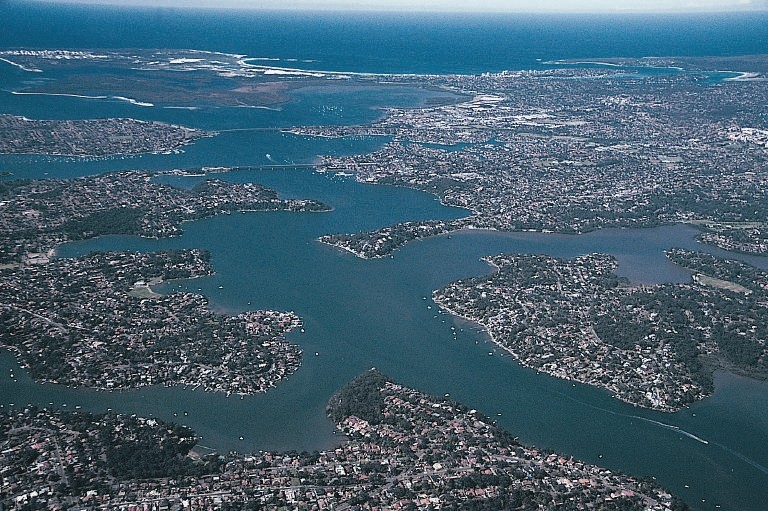
오스트레일리아 시드니에 위치한 조지스 강 하구.

리아스식 해안(—式海岸, 갈리시아어: rías)은 하천 침식을 받은 지역이 지각 운동(지반의 침강)이나 해수면의 상승으로 침수되어 형성된 해안을 말한다.
즉, 단구나 융기해안과 달리 리아스식해안은 해수면이 상승하거나 육지가 바다에 가라앉아 생기는 해안 지형이다.
해안선이 복잡하며, 곶하고 만이 많다.
‘리아스’란 말은 갈리시아어로 강의 하구를 뜻하는 말인 ‘리아스(rías, 단수 ría)’에서 왔다.
이 해안은 스페인 북서부에서 많이 볼 수 있기 때문에, 이 지방에서 리아(스페인어로 '후미'라는 뜻)라고 부르는 데서 붙여진 이름이기도 하다.
갈리시아의 해안은 리아스식 해안으로, 리아스 알타스(북부 리아스)하고 리아스 바이하스(남부 리아스)로 나뉜다.
리아스식 해안은 빙하기 당시 대부분이 육지였다가, 이후 빙하가 녹으면서 해수면이 상승함으로써 낮은 지형들은 물속에 잠기고, 높은 산봉우리는 섬으로 남게됨으로써 생성된 것이다.
이 과정에서 골짜기에는 만(바다가 육지 속으로 파고들어 와서 형성된 곳)이 형성되고, 수심도 얕은데다, 해안선이 복
빙하의 침식으로 인해 형성된 U자형 계곡은 피오르드라고 부른다.
산지처럼 기복이 심한 지형이 바다에 가라앉으면 계곡 밑바닥까지 바닷물이 유입되기 때문에 복잡하고 출입이 빈번한 해안선이 된다.
이와 같은 해안은 암석으로 형성되는 경우가 많으며 작은 섬들을 많이 볼 수 있다.
대한민국에서는 남해안하고 서해안을 중심으로 리아스식 해안이 발달하였다.

## 익곡
해수면이 올라갈 때 생기는 지형 가운데 익곡이 있다.
이것은 해저 밑에 가라앉아 있기 때문으로는 보이지 않지만 옛날의 강줄기를 나타내고 있다.
대부분이 현재 하천의 연장이 해저 밑으로 뻗어 있다.
| - 해안선의 굴곡이 심하고 섬들이 많은데다, 습지하고 대륙붕이 발달되어 있어 파도가 비교적 잔잔하여 각종 수산양식에 유리하다. 이러한 까닭에 우리나라 서해안하고 남해안은 과거부터 각종 수산양식업이 발달하였다. - 수려한 경관으로 관광산업이 용이하다. 우리나라 남해안의 한려해상공원하고 다도해공원, 서해안의 태안공원은 이러한 리아스식 해안의 경관을 대상으로 지정된 곳이다. 특히, 7월 하순 쯤에 개최되는 보령머드축제가 유명하다. | - 해안선이 복잡하여 해안 지역의 육상교통(도로, 철도) 여건이 좋지 않다. - 이로 인해 과거 이 지역은 다른 지역에 비해 낙후되어 있는 경우가 많았다. - 우리나라 서해안하고 남해안 경우 근래에 들어와 교량의 설치에다 도로, 철도 개선으로 육상교통을 발달시키고 있기도 하다. - 또한 수심이 얕고, 만으로 형성된 지역에서는 갑작스런 수위 증가로 인한 위험도 존재한다. |

## 리아스식 해안의 예
- 한국의 서해안과 남해안
- 스페인 북서부 갈리시아의 비스케이만
- 미국의 체서피크 만
- 에게해 동서부
- 일본의 산리쿠 해안 중남부와 쓰시마섬의 만제키세토 및 아소만, 미우라만 일대, 마이즈루만 주변 유역 등
- 포르투갈 아베이루히아, 알가르브 지방의 히아포르모자

## 같이 보기
- 피오르드